# أنطوان تومسون
أنطوان تومسون (بالإنجليزية: Antoine Thompson)‏ هو لاعب كرة قدم أمريكية أمريكي، ولد في 3 أكتوبر 1987.